# Jamestown (Oklahoma)
Jamestown és una àrea no incorporada dels Estats Units a l'estat d'Oklahoma. Segons el cens del 2000 tenia 10 habitants.

## Demografia
Segons el cens del 2000, Jamestown tenia 10 habitants, 4 habitatges, i 3 famílies. La densitat de població era de 25,7 habitants per km².
Dels 4 habitatges en un 25% hi vivien nens de menys de 18 anys, en un 75% hi vivien parelles casades, en un 0% dones solteres, i en un 25% no eren unitats familiars. En el 25% dels habitatges hi vivien persones soles el 25% de les quals corresponia a persones de 65 anys o més que vivien soles. El nombre mitjà de persones vivint en cada habitatge era de 2,5 i el nombre mitjà de persones que vivien en cada família era de 3.
Per edats la població es repartia de la següent manera: un 20% tenia menys de 18 anys, un 10% entre 18 i 24, un 20% entre 25 i 44, un 40% de 45 a 60 i un 10% 65 anys o més.
L'edat mediana era de 52 anys. Per cada 100 dones de 18 o més anys hi havia 166,7 homes.
La renda mediana per habitatge era de 54.583 $ i la renda mediana per família de 54.583 $. Els homes tenien una renda mediana de 0 $ mentre que les dones 0 $. La renda per capita de la població era de 33.007 $. Cap de les famílies estaven per davall del llindar de pobresa.

## Poblacions més properes
El següent diagrama mostra les poblacions més properes.